# دیلان کوسمن
دیلان کوسمن (انگلیسی: Dylan Kussman؛ زادهٔ ۲۱ ژانویهٔ ۱۹۷۱) بازیگر سینما اهل ایالات متحده آمریکا است.
از فیلم‌ها یا برنامه‌های تلویزیونی که وی در آن نقش داشته‌است می‌توان به انجمن شاعران مرده، جک ریچر، قلب‌های وحشی را نمی‌توان شکست و راه تفنگ اشاره کرد.